# Slinger (Wisconsin)
Slinger és una població dels Estats Units a l'estat de Wisconsin. Segons el cens del 2000 tenia 3.901 habitants.

## Demografia
Segons el cens del 2000, Slinger tenia 3.901 habitants, 1.562 habitatges, i 1.040 famílies. La densitat de població era de 403,8 habitants per km².
Dels 1.562 habitatges en un 34,7% hi vivien nens de menys de 18 anys, en un 51,8% hi vivien parelles casades, en un 10,2% dones solteres, i en un 33,4% no eren unitats familiars. En el 26,7% dels habitatges hi vivien persones soles el 9% de les quals corresponia a persones de 65 anys o més que vivien soles. El nombre mitjà de persones vivint en cada habitatge era de 2,46 i el nombre mitjà de persones que vivien en cada família era de 3,02.
Per edats la població es repartia de la següent manera: un 26,8% tenia menys de 18 anys, un 7,4% entre 18 i 24, un 32,5% entre 25 i 44, un 21,1% de 45 a 60 i un 12,2% 65 anys o més.
L'edat mediana era de 36 anys. Per cada 100 dones de 18 o més anys hi havia 95,2 homes.
La renda mediana per habitatge era de 47.125 $ i la renda mediana per família de 55.607 $. Els homes tenien una renda mediana de 40.783 $ mentre que les dones 25.723 $. La renda per capita de la població era de 21.450 $. Aproximadament el 6% de les famílies i el 6,4% de la població estaven per davall del llindar de pobresa.

## Poblacions properes
El següent diagrama mostra les poblacions més properes.